# Mecklenburg-Strelitz
Mecklenburg-Strelitz egy német történelmi állam a mai Mecklenburg-Elő-Pomeránia területén.

## Történelem

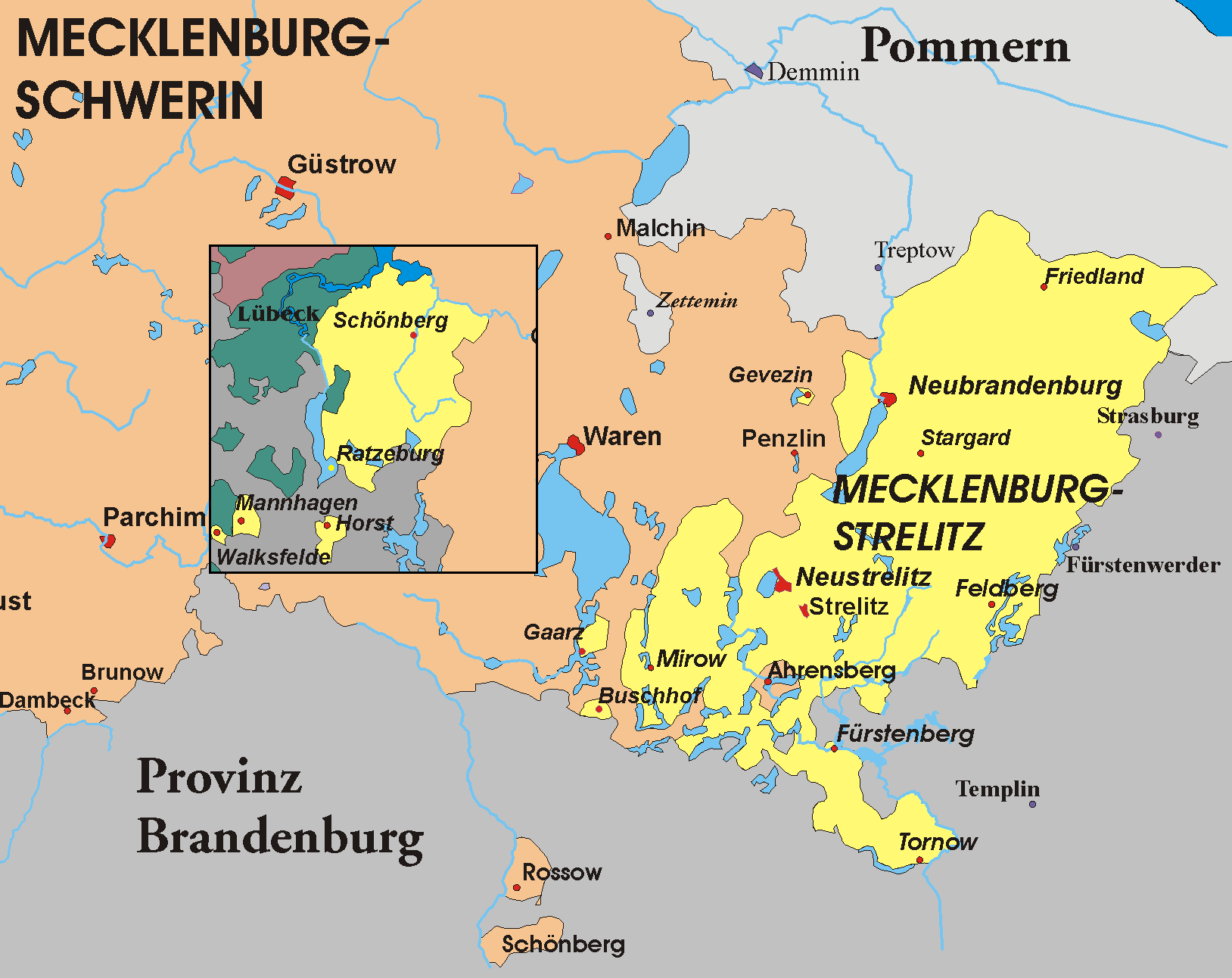
Mecklenburg-Strelitz

### A hercegség (1701–1815)
Gusztáv Adolf mecklenburg-güstrowi herceg halála 1695-ben utódlási válsághoz vezetett Mecklenburg-Güstrowban. 
II. Adolf Frigyes, Gusztáv Adolf vője, a részhercegséget magának követelte és
I. Frigyes Vilmos mecklenburg–schwerini herceg  csatolta a részhercegséget. 1701 megosztották az güstrowi hercegséget. Úgy a Mecklenburg-Strelitzi hercegséget alapították és a Mecklenburg-Schwerini hercegség nagyobb lett (Hamburger Erbvergleich / Hamburg öröklési megállapodás).
Neubrandenburgnak a részhercegség fővárosává kellett válnia, amely Neubrandenburg polgárainak büszkesége miatt kudarcot vallott. Úgy a strelitzi kastély maradt a rezidencia. Miután a kastély 1712-ben leégett, a közeli Glienecke vadászház a főrezidencia lett, és Neustrelitz kastélynak (Schloss Neustrelitz) hívták. Neustrelitz városa a kastély körül alakult ki.
II. Keresztyén Lajos mecklenburg–schwerini herceg és III. Adolf Frigyes  1748-ban megpróbálták feloszlatni Mecklenburg összállamát. Ez a terv a nagybirtokosság ellenállása miatt nem sikerült.
1755-ben egész Mecklenburg (Ratzeburg nélkül) egy alkotmányt (Landesgrundgesetzlichen Erbvergleich) kapott.

### A nagyhercegség (1815–1918)
Frigyes Lajos mecklenburg–schwerini trónörökös herceg elérte a bécsi kongresszuson, hogy II. Károly és a saját apja a nagyhercegi címet kaptak.
Strenbergban az (össz-)mecklenburgi országgyűlés (Landtag) 1819 őszén döntött a jobbágyság megszüntetéséről.
1836-tól volt a nagyhercegségnek egy himnusza, a Vandalia. Johann Friedrich Bahrdt (1789-1847) általános iskola tanára írta a szöveget. Carl Ludwig von Oertzen (1801-1871) volt a zeneszerző.
1867-ben mint a két nagyhercegség belépett az Északnémet Szövetségbe, majd 1871-ben a Német Császárság része lett.

### A szabadállam (1918–1933)
A monarchia 1918-os bukása után Mecklenburg-Strelitz történelmének első alkalommal nyert politikai autonómiát és a Német Birodalom független és független tagállama maradt (az 1923. május 23-i tartományi alaptörvény (németül: Landesgrundgesetzes) 1. §-a).
Ugyanakkor a politikai függetlenség fenntartása, mint az egyik legkisebb német tagállam, egy idő után pénzügyi szempontból lehetetlennek bizonyult. Az utolsó nagyherceg állami kincsét 1926 körül használták fel.
A Poroszországhoz való csatlakozási tervek politikailag végrehajthatatlannak bizonyultak.
1934. január 1-jétől egységes lett Mecklenburg tartománya (németül: Land Mecklenburg).

### Uralkodók

#### Hercegek
|  | - 1701–1708: II. Adolf Frigyes - 1708–1752: III. Adolf Frigyes - 1753–1794: IV. Adolf Frigyes - 1794–1815: II. Károly |

#### Nagyhercegek
|  | - 1815–1816: II. Károly - 1816–1860: György - 1860–1904: II. Frigyes Vilmos - 1904–1914: V. Adolf Frigyes - 1944–1918: VI. Adolf Frigyes - 1918: kormányzó IV. Frigyes Ferenc |

### Államminiszterek (Staatsminister)
|  | - 1918–1919: Peter Stubmann (DDP) - 1919–1919: Hans Krüger (SPD) - 1919–1923: Kurt von Reibnitz (SPD) - 1923–1928: Karl Schwabe (DNVP) - 1928–1928: Beamtenministerium: Harry Ludewig (parteilos) und Erich Cordua (DNVP) - 1928–1931: Kurt von Reibnitz (SPD) - 1931–1933: Heinrich von Michael (DNVP) - 1933–1933: Fritz Stichtenoth (NSDAP) |

## Fordítás
- Ez a szócikk részben vagy egészben  a   Mecklenburg-Strelitz című német Wikipédia-szócikk fordításán alapul.  Az eredeti cikk szerkesztőit annak laptörténete sorolja fel. Ez a jelzés csupán a megfogalmazás eredetét és a szerzői jogokat jelzi, nem szolgál a cikkben szereplő információk forrásmegjelöléseként.